# Adam Kostecki
Adam Kostecki (* 1948 in Polen) ist ein deutscher Violinist polnischer Herkunft und Orchesterleiter sowie Hochschullehrer an der Hochschule für Musik und Theater Hannover.
Kostecki ist ein Schüler von Boris Bielenkij, bei dem er 1967 bis 1972 am Moskauer Konservatorium studierte (zu seinen Lehrern gehörte auch David Oistrach). Außerdem besuchte er Kurse bei Isaac Stern, Henryk Szeryng, Nathan Milstein und Yehudi Menuhin.
Ab 1972 war er als Musiker in verschiedenen westdeutschen Orchestern tätig. Neben seiner Orchestertätigkeit (ab 1982 als erster Konzertmeister am Niedersächsischen Staatsorchester) trat er als Solist (zuerst 1967 mit dem Warschauer Philharmonischen Orchester) und in Kammerorchestern auf (Rubinstein-Trio, gegründet in Lodz, mit dem Cellisten Stanislaw Firlej und der Pianistin Anna Wesolowska, Paganini-Duo mit dem Gitarristen Carsten Petermann).
1984 bis 1990 war er Solist und stellvertretender künstlerischer Leiter (unter dem Leiter Wojciech Rajski) der Polnischen Kammerphilharmonie und 1990 wurde er Leiter des Kammerorchesters Hannover. 1992 wurde er Professor für Violine an der Musikhochschule Hannover.
Außer in Europa trat er unter anderem in Brasilien, Uruguay, China, Japan und Korea auf.